# 梅田藍天大廈
梅田藍天大廈（日语：梅田スカイビル）是日本一座摩天大樓，位於大阪府大阪市北區新梅田城。由於大廈獨特的建築外型，已成為大阪地區的地標和觀光勝地之一。

## 概要
梅田藍天大廈是由東西兩棟建築物構成，高約173米，地上40層，地下2層。在頂部以圓形的空中庭園展望台將兩棟建物連結起來。這樣是為了強化建築的安定性，能對抗地震、強風等狀況。這個空中庭園展望台是在地面上先行組裝建造後，再利用纜繩懸吊至頂部安裝，這種方式稱為「提升工法」（Lift-up）。
在大廈西棟的建築內有兩間電影院，位於大廈三、四樓，但位於四樓的梅田花園電影院在2014年2月28日宣佈結業，令整棟建築的電影院數目只剩一間。此外，白金工作室總部、墨西哥領事館以及德國駐阪神總領事館也設置於此。

## 空中庭園展望台
建築的最頂層為空中庭園展望台，展望台因能遠眺以梅田為中心的大阪各城市風景而成為觀光景點。2008年5月5日開幕15週年時，入場人數已突破一千萬人。
在2008年，此大廈被英國出版商多林金德斯利選定為“世界TOP20”的建築物，令展望台的遊客數目大大增加。

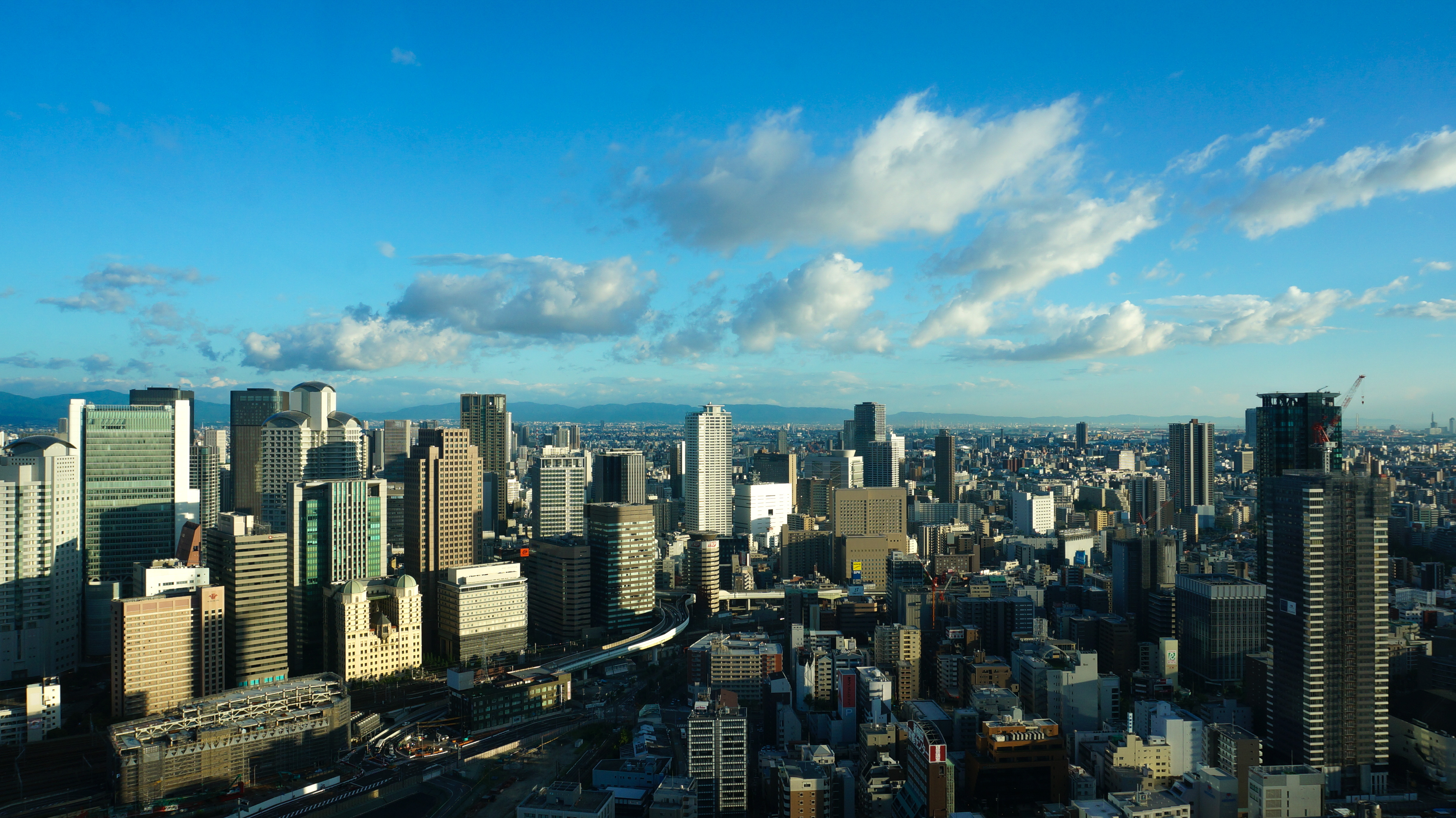
從空中庭園展望台觀看梅田日景

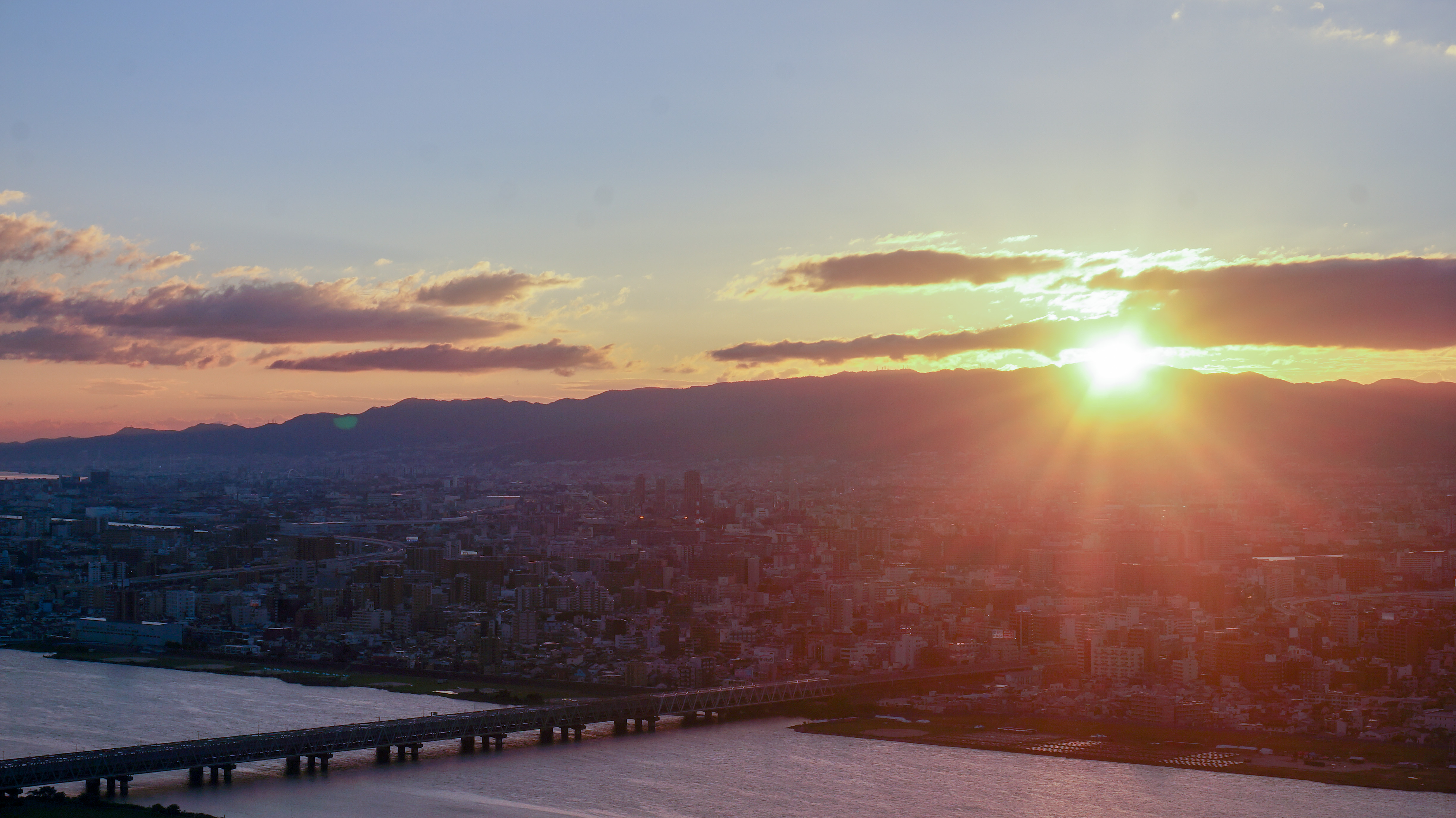
從空中庭園展望台觀看梅田夕陽

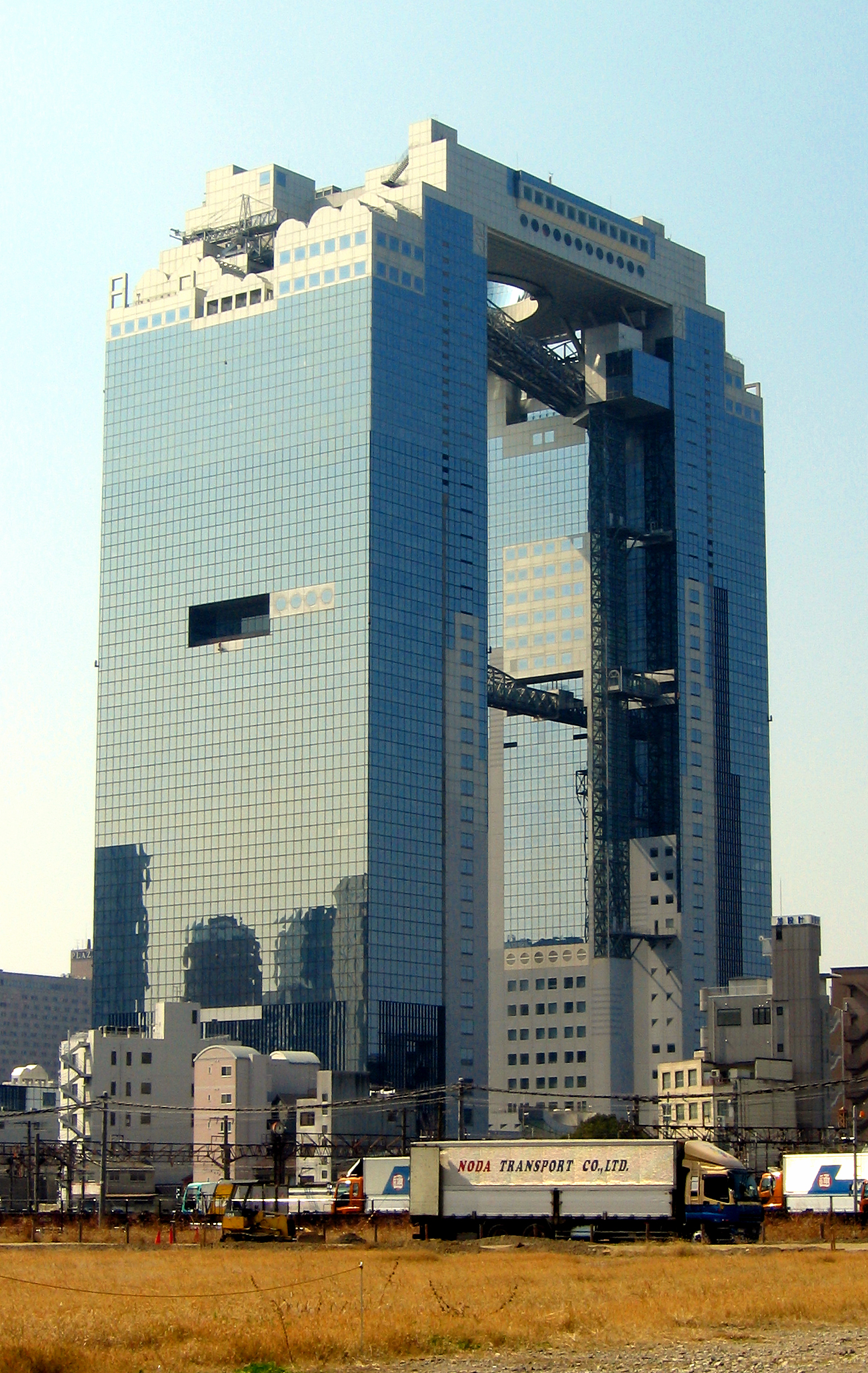
側景
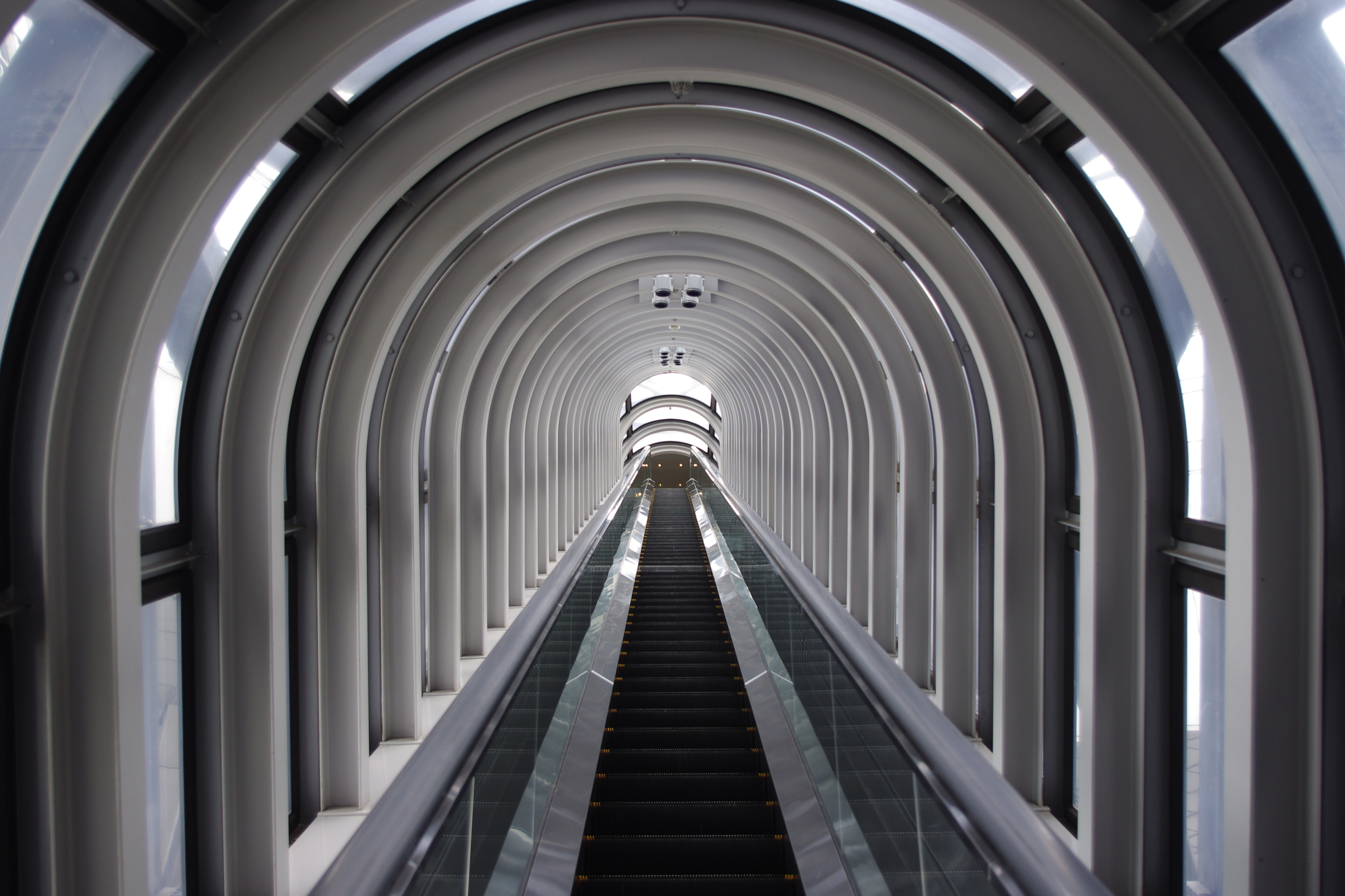
觀景電梯
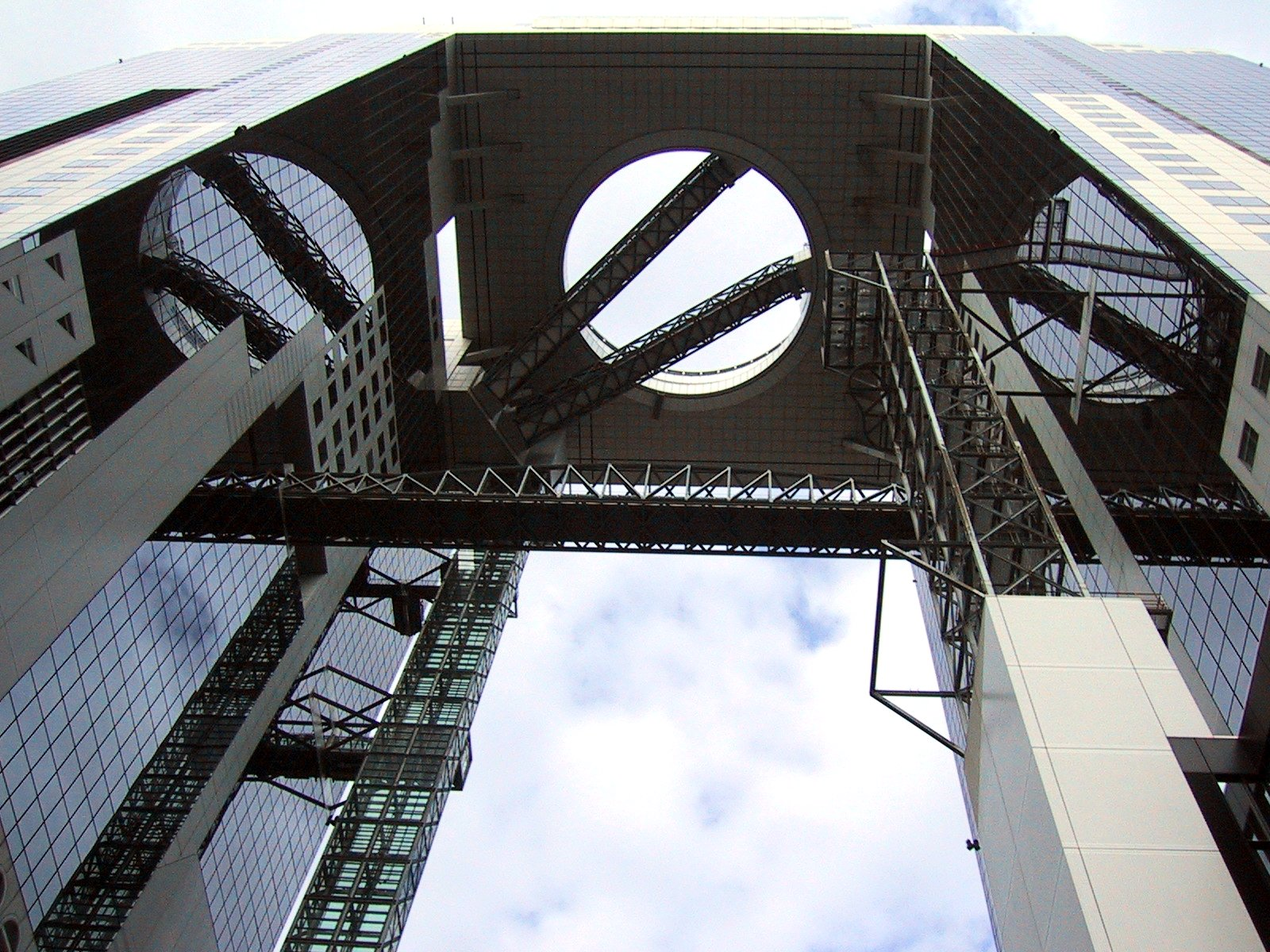
由下向上眺望
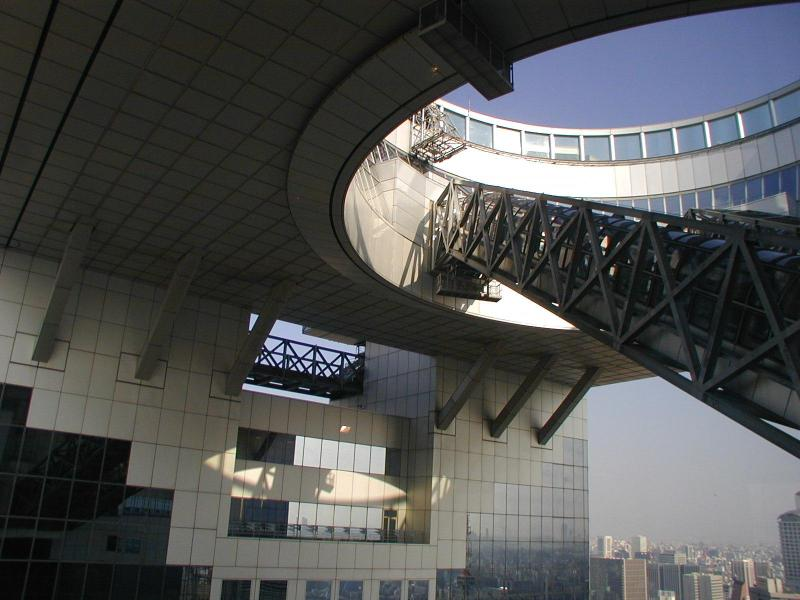
空中庭園展望台近景

## 交通
如要到達此大廈，可從JR的大阪站、阪神高速道路的大阪梅田站及大阪市高速電氣軌道的梅田站出發。

## 外部連結
- 梅田スカイビル （页面存档备份，存于） 積水ハウス梅田オペレーション
- 新梅田シティ・梅田スカイビル （页面存档备份，存于） 竹中工務店「竹中の建築作品」
- 滝見小路 （页面存档备份，存于）